# Jessika Gedin
Jessika Gedin (Härnösand, 12 aprile 1970) è un'editrice, conduttrice televisiva e conduttrice radiofonica svedese.

## Biografia
Jessika Gedin è nata a Härnösand, figlia dell'insegnante Hans Gedin e della traduttrice Lena Fries-Gedin, nonché nipote dell'editore Per Gedin, insieme a sua sorella Eva Gedin ha fondato le case editrici Koala Press e Tivoli Publishing. Ha lavorato come traduttrice letteraria ed è stata nella giuria per l'August Award.
Come conduttrice radiofonica Jessika Gedin è nota per lo spettacolo Spanarna alla Sveriges Radio P1. Il 29 giugno 2007 Gedin è stato un "Sommarpratare" nel programma radiofonico di Sveriges Sommar i P1. È diventata una presentatrice televisiva quando ha iniziato a presentare il programma SVT Babel nel marzo 2012. È anche nota per aver partecipato allo spettacolo di intrattenimento SVT På spåret e come guest nel panel su Gomorron Sverige dal 1993.

## Vita privata
La Gedin ha una relazione con l'artista Pål Hollender. La coppia ha una figlia nata nel 2004.

## Traduzioni
- Douglas Coupland: Livet efter Gud (Life after God) (Koala press, 1995)
- Alan Warner: Morvern Callar (Morvern Callar) (Tivoli, 1999)
- Douglas Coupland: Tio noveller (Tivoli, 2000)
- Tim Burton: Voodooflickan och andra rysarsagor för vuxna (översatt tillsammans med Stephen Farran-Lee) (voli, 2001)
- Nick McDonell: Nr tolv (Twelve) (Tivoli, 2003)
- Douglas Coupland: Hej Nostradamus! (Hey Nostradamus!) (Norstedt, 2004)